# Westerschelde & Saeftinghe
De Westerschelde & Saeftinghe is één Nederlands Natura 2000-gebied dat bestaat uit de Westerschelde en het Verdronken Land van Saeftinghe. Het gebied is aangewezen als Natura 2000-gebied op 16 februari 2010 en gewijzigd op 26 september 2012 als gevolg van een uitspraak van de Afdeling bestuursrechtspraak van de Raad van State.
Het gebied ligt in de provincie Zeeland, in de gemeenten Borsele, Hulst, Kapelle, Reimerswaal, Sluis, Terneuzen, Veere en Vlissingen. Aan de westkant grenst Westerschelde & Saeftinghe aan de Natura 2000-gebieden Vlakte van de Raan en Zwin & Kievittepolder.